# Vabalninkas
Vabalninkas è una città del distretto di Biržai della contea di Panevėžys, situata nel nord-est della Lituania. Secondo un censimento del 2011, la popolazione ammonta a 1.057 abitanti.